# Vester Egesborg Kirke
Vester Egesborg Kirke hører til i den senere fase af det middelalderlige byggeri. Den er opført 1250 – 1300 med tilføjelse af tårn og sakristi omkring år 1500. Koret er ombygget ultimo 1700. Altertavlen er udført af Abel Schrøder den Yngre i 1655.

## Eksteriør
- Kirken fra øst - sydøst

## Interiør
Prædikestol og altertavle er skåret medio år 1600 af Abel Schrøder den Yngre i bruskbarok. Altertavlen har en flot bemaling. Se http://www.aabne-samlinger.dk/naestved Arkiveret 27. november 2010 hos  Wayback Machine
Døbefonten i Vester Egesborg Kirke har kirken fået fra Herlufsholm.
- Alter
- Døbefont

## Kirkeskib
Neptunus er kopi af en skonnertbrig, udført af maler Ove Andersen, Slagelse i 1998-99.
Indviet i kirken 1999-01-24.
- Neptunus
- Neptunus i kirkerummet

Bonden Johannes Jensen mente, at en kirke også skulle have et skib, så sammen med hustruen testamenterede han 100.000 DKK til kirken. Johannes Jensen døde først, men testamentet forblev uændret, og således donerede Hr. og Fru Jensen skibet til kirken.

## Eksterne kilder og henvisninger
- Wikimedia Commons har flere filer relateret til Vester Egesborg Kirke
- Vester Egesborg Kirke Arkiveret 31. januar 2011 hos  Wayback Machine hos nordenskirker.dk
- Vester Egesborg Kirke hos KortTilKirken.dk
- Vester Egesborg Kirke i bogværket Danmarks Kirker (udg. af Nationalmuseet)